# Шарло (веслувальник)
Шарло (фр. Charlot, 19 століття — 20 століття) — французький академічний веслувальник.
Олімпійський чемпіон 1900 року в складі розпашної четвірки зі стерновим.